# هالة مرزوق
هالة مرزوق ممثلة مصرية مواليد عام 1988 في القاهرة درست في المعهد العالي للفنون المسرحية، من أهم الأعمال التي قدمتها كان دور سحر في مسلسل «نجيب زاهي زركش» للفنان يحيى الفخراني.

## أعمالها

### مسلسلات
- الحرير المخملي (2021)
- زي القمر ج 2 (2021)
- موعد مع الوحوش (2010)
- خاتم سليمان (2011)
- نجيب زاهي زركش (2021)
- إلا أنا (2020)
- علامة استفهام (2019)
- أمر واقع (2018)
- لدينا أقوال أخرى (2018)
- لمعي القط (2017)
- خاتم سليمان (2011)
- موعد مع الوحوش (2010)

### البرامج
- البلاتوه ج3 (2017)
- البلاتوه ج2 (2016)

### مسرحيات
- سلام مربع (2021)
- أمين وشركاه (2019)
- سينما مصر (2019)
- متجمد (2019)
- من القلب للقلب (2016)
- أقفش متحرش (2014)
- الحد الأدنى (2014)
- رمضان جانا(2014)
- علي عليوة. (2014)
- قتيل في بيتي. (2014)